# Тигранакерт (крепость)
Крепость Тигранакерта — крепость одного из четырёх построенных городов с названием Тигранакерт в Великой Армении царём Тиграном Великим, находится у реки Хачынчай на горе у села Кызыл Кенгерли Агдамского района.

## Раскопки
- В декабре 2006 года группа специалистов, выполняющая топосъёмки на горе у села Кызыл Кенгерли (Нор Марага) заметила руины «похожие на укрепления Тигранакерта»[2].
- В июне 2007 года начались работы по разминированию данной территории, далее раскопки новонайденной крепости.[2]
- Лучше всего была раскопана примыкающая к пропасти часть крепостной стены с башнями. Стена хорошо сохранилась, длинной в 20 метров и шириной в 3.5 м, сделанная правильной кладкой большими квадрами с грубо отёсанными фронтонами. Тут же были открыты вход и остатки башни, примыкающей ко входу и скале.[2]
- В августе 2007 года была раскопана в Тигранакерте почти идентичная стена, расположенная на стене с «ласточкиными хвостами», поэтому был сделан вывод что стены крепости относятся к позднеантичному (II-III вв.) либо ранне-средневековому (IV-VIII вв.) периоду. Дальнейшие раскопки на территории крепости говорят о том, что крепость была построена скорее в II-III вв.[2]
- Раскопки на противоположной части крепости показали, что здесь имеется та же кладка и такие же квадры. Это позволяет сказать о том, что крепость была построена единым планом[2].
- При раскопках и на поверхности крепости по всей её территории было обнаружено большое количество керамики т.н. «севан-узерликскогом» типа начала 2-го тыс. до н. э. Это свидетельствует о том, что территория крепости была заселена задолго до её постройки[2].
- В 2007, 2008 годах в ходе раскопок была открыта северная стена длиной около 60 метров, возведённая тёсаными квадрами, скреплёнными по технике, присущей времени Тиграна Великого, называемой "ласточкиным хвостом" (характерные треугольные выемки со скобами для крепления квадров). Раскопанная эта стена не имеет аналогов по своим размерам во всём Закавказье того времени. Она возведена на фундаменте, который выдолблен в скале и представляет собой стену шириной 2,6 метров, на сегодняшний день абсолютная высота стены 4,5 метров. Сложена из идеально отёсанных квадров, снаружи имеют выпуклую подушкообразную форму (рустикум) с мастерски обработанными фасками (обтёсанные полоски по краям квадра)[3].
- В 2008, 2009 годах в ходе раскопок обнаружено много предметов I века нашей эры и I века до нашей эры[3].
- Далее в раскопках 2008 года открыта круглая башня той же стены диаметром более 9 метров и высотою в пять рядов[3].

Расположенная на левом берегу Хачынчая эта мощная крепость, особенно если учитывать и существование рядом с ней Тигранакерта, свидетельствует о стратегической важности, которую приобрело низовье второй по величине реки Арцаха начиная с древнейших времён, в качестве прохода и оборонительной системы для горного края.